# Kromosom 19 (čovjek)
Kromosom 19 u kariotipu čovjeka je autosomni kromosom, devetnaesti po redu po dimenzijama i broju nukleotida. Prema položaju centromere pripada metacentričnim kromosomima. Sastoji se od 63 milijuna nukleotida što predstavlja oko 2 % ukupne količine DNK u stanici.
Potvrđeno je da kromosom 19 sadrži oko 1600 gena, ali se pretpostavlja da ih ima oko 1700.
Broj polimorfizama jednog nukleotida (eng. Single Nucleotide Polymorphism - SNP) je oko 200 000.

## Geni kromosoma 19
Neki od važnijih gena kromosoma 19 jesu:
- APOE: apolipoprotein E
- BCKDHA: deidrogenaza E1 specifična za ketokisieline razgranatih lanaca (podjedinica alfa)
- DMPK: protein kinaza asocirana miotoničnoj distrofiji
- GCDH: glutaril-koenzim A dehidrogenaza
- NOTCH3
- PRX: periaksin
- SLC5A5: 5. član porodice 5 natrij-jod membranskih transportera
- STK11: serin/treonin kinaza 11

## Bolesti vezane za kromosom 19
Poznat je sadržaj i raspored gena kromosoma 19 čije mutacije izazivaju niz nasljednih bolesti. Najvažnije bolesti vezane za mutacije na kromosomu 19 jesu:
- glutarična acidurija (tip 1)
- CADASIL sindrom
- miotonična distrofija
- hemocromatoza
- nasljedni hipotireoidizam
- Alzheimerova bolest
- Charcot-Marie-Toothova bolest
- Peutz-Jeghersov sindrom
- obiteljska hiperkolesterolemija